# Pseudoselago
Pseudoselago es un género con 27 especies de plantas de flores perteneciente a la familia Scrophulariaceae. 

## Especies seleccionadas
- Pseudoselago arguta
- Pseudoselago ascendens
- Pseudoselago bella
- Pseudoselago burmannii
- Pseudoselago candida

- Datos: Q310909
- Multimedia: Pseudoselago / Q310909
- Especies: Pseudoselago